# Eulimnichus montanus
Eulimnichus montanus är en skalbaggsart som först beskrevs av Leconte 1879.  Eulimnichus montanus ingår i släktet Eulimnichus och familjen lerstrandbaggar. Inga underarter finns listade i Catalogue of Life.